# Puchar Świata kobiet w skokach narciarskich 2017/2018
Sezon 2017/2018 Pucharu Świata kobiet w skokach narciarskich – 7. sezon Pucharu Świata kobiet w skokach narciarskich, który rozpoczął się 1 grudnia 2017 w norweskim Lillehammer na skoczni normalnej Lysgårdsbakken, a zakończył się 25 marca 2018 na normalnym obiekcie w Oberstdorfie. Rozegrano piętnaście konkursów indywidualnych, w tym dwa na skoczniach dużych, jak również dwa konkursy drużynowe.
W trakcie sezonu odbyły się również zimowe igrzyska olimpijskie w południowokoreańskim Pjongczangu, które nie były zaliczane do klasyfikacji generalnej Pucharu Świata ani Pucharu Narodów.
Kryształowej Kuli broniła drugi raz z rzędu Sara Takanashi, która na swoim koncie posiada już cztery tytuły.
W ramach Pucharu Świata pań został rozegrany turniej Lillehammer Triple. W skład turnieju weszły trzy konkursy indywidualne, a dokładniej dwa konkursy na skoczni normalnej, oraz jeden na skoczni dużej.
Konkursy w Râșnovie planowane na 6 i 7 stycznia 2018 roku zostały odwołane z powodu braku śniegu. Zawody jednak zostały przeniesione na pierwszy weekend marca tuż po Igrzyskach Olimpijskich.
W Zaō z powodu śnieżycy oraz zbyt silnego wiatru kwalifikacje do pierwszego konkursu przeniesione zostały na dzień następny i zostaną rozegrane bezpośrednio przed pierwszym konkursem indywidualnym.
Zawody w Hinzenbach planowane na pierwszy weekend lutego zostały odwołane czego powodem były zbyt wysokie temperatury powietrza i niemożność naśnieżenia skoczni.

## Zwycięzcy

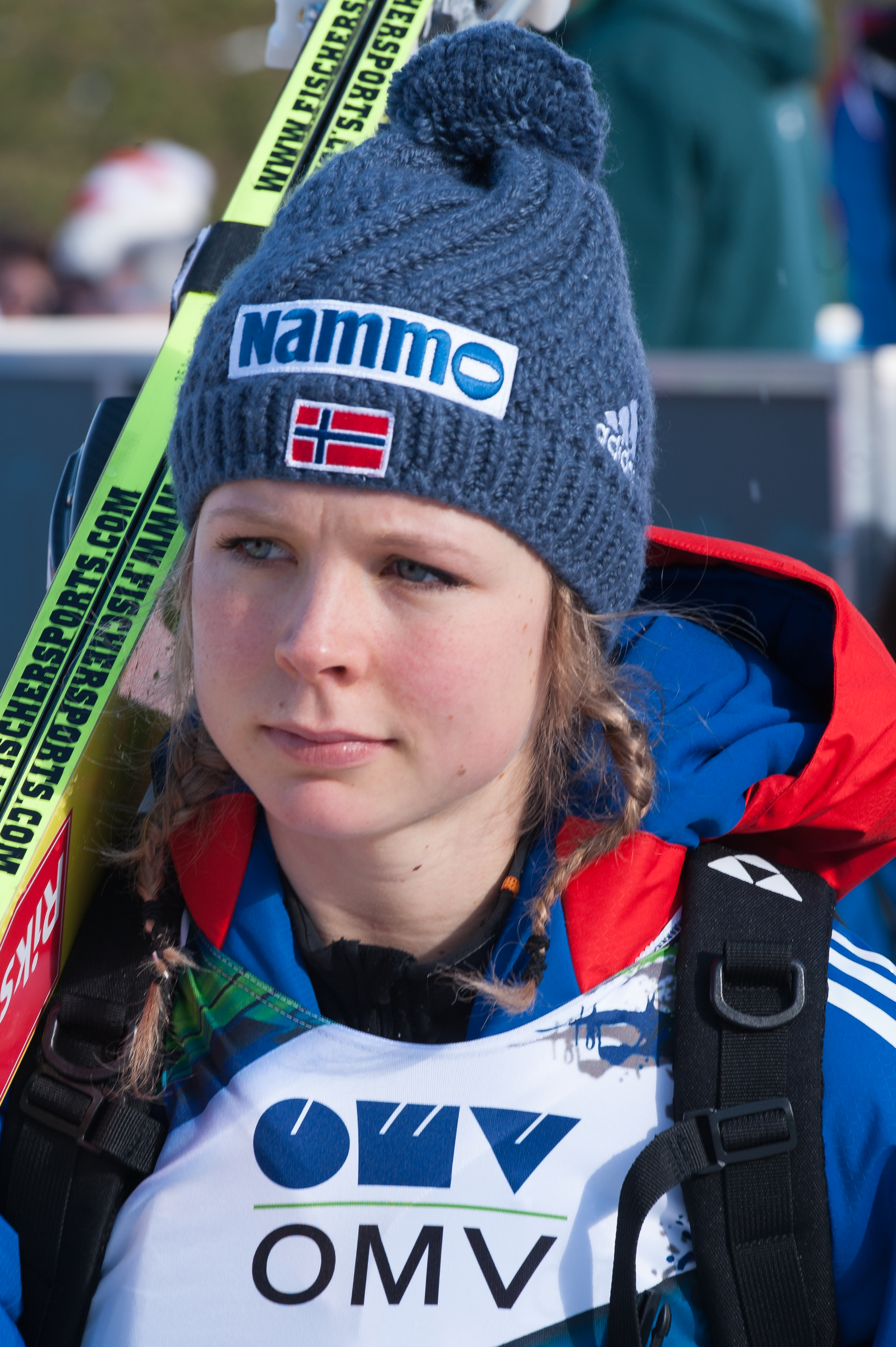
Maren Lundby, zwyciężczyni Pucharu Świata
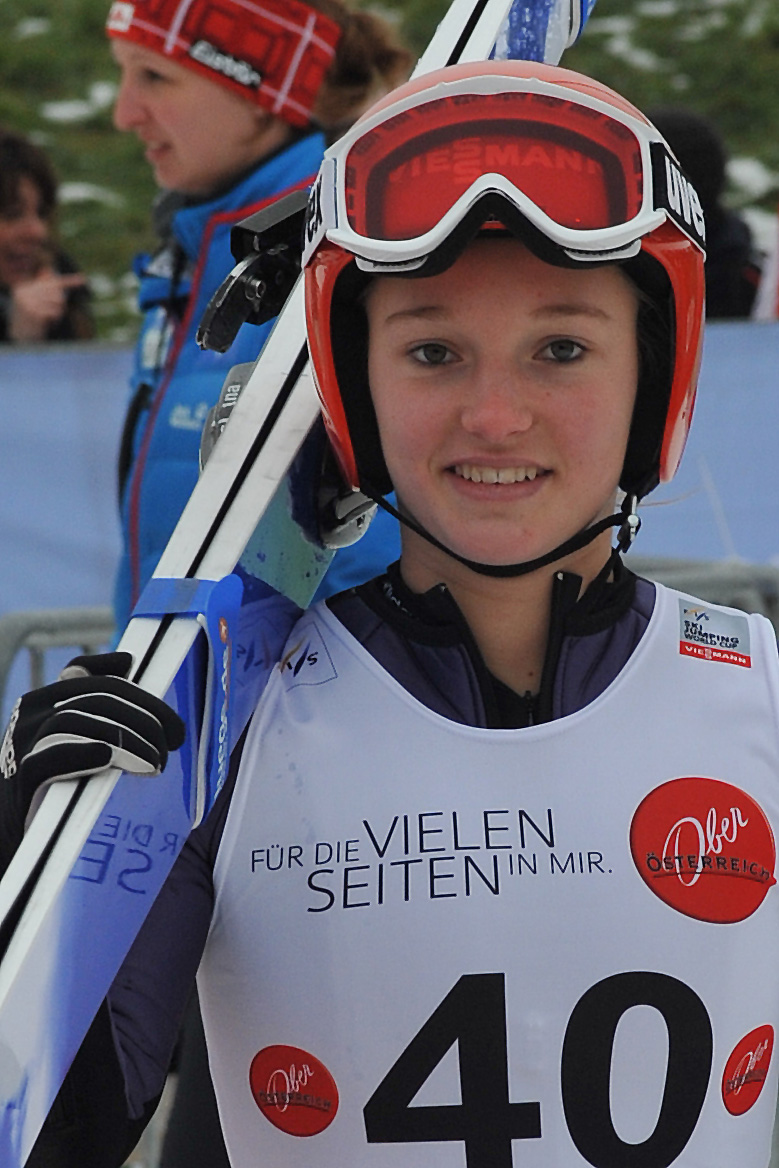
Katharina Althaus, zwyciężczyni Lillehammer Triple
Reprezentacja Niemiec, zwycięzcy klasyfikacji Pucharu Narodów

## Kalendarz zawodów
Opracowano na podstawie materiału źródłowego.
| Lp.                                                                          | Data                                                                         | Miejscowość                                                                  | HS                                                                           | Szczegóły                                                                    | Uwagi                                                                        | 1. miejsce                                                           | 2. miejsce                                                                                   | 3. miejsce                                                                                   |
| ---------------------------------------------------------------------------- | ---------------------------------------------------------------------------- | ---------------------------------------------------------------------------- | ---------------------------------------------------------------------------- | ---------------------------------------------------------------------------- | ---------------------------------------------------------------------------- | -------------------------------------------------------------------- | -------------------------------------------------------------------------------------------- | -------------------------------------------------------------------------------------------- |
| 1.                                                                           | 1 grudnia 2017                                                               | Lillehammer                                                                  | HS98                                                                         | szczegóły                                                                    | LT                                                                           | Maren Lundby                                                         | Katharina Althaus                                                                            | Carina Vogt                                                                                  |
| 2.                                                                           | 2 grudnia 2017                                                               | Lillehammer                                                                  | HS98                                                                         | szczegóły                                                                    | LT                                                                           | Katharina Althaus                                                    | Maren Lundby                                                                                 | Yūki Itō                                                                                     |
| 3.                                                                           | 3 grudnia 2017                                                               | Lillehammer                                                                  | HS140                                                                        | szczegóły                                                                    | LT                                                                           | Katharina Althaus                                                    | Maren Lundby                                                                                 | Sara Takanashi                                                                               |
| Lillehammer Triple 2017 – klasyfikacja końcowa                               | Lillehammer Triple 2017 – klasyfikacja końcowa                               | Lillehammer Triple 2017 – klasyfikacja końcowa                               | Lillehammer Triple 2017 – klasyfikacja końcowa                               | Lillehammer Triple 2017 – klasyfikacja końcowa                               | Lillehammer Triple 2017 – klasyfikacja końcowa                               | Katharina Althaus                                                    | Maren Lundby                                                                                 | Sara Takanashi                                                                               |
|                                                                              |                                                                              |                                                                              |                                                                              |                                                                              |                                                                              |                                                                      |                                                                                              |                                                                                              |
| 4.                                                                           | 16 grudnia 2017                                                              | Hinterzarten                                                                 | HS108                                                                        | szczegóły                                                                    | druż.                                                                        | Japonia 1. Yūki Itō 2. Kaori Iwabuchi 3. Yūka Setō 4. Sara Takanashi | Rosja 1. Anastasija Barannikowa 2. Aleksandra Kustowa 3. Sofja Tichonowa 4. Irina Awwakumowa | Francja 1. Léa Lemare 2. Julia Clair 3. Romane Dieu 4. Lucile Morat                          |
| 5.                                                                           | 17 grudnia 2017                                                              | Hinterzarten                                                                 | HS108                                                                        | szczegóły                                                                    | –                                                                            | Maren Lundby                                                         | Katharina Althaus                                                                            | Sara Takanashi                                                                               |
| –                                                                            | 6 stycznia 2018                                                              | Râșnov                                                                       | HS97                                                                         | –                                                                            | [ 7 ]                                                                        | odwołane                                                             | odwołane                                                                                     | odwołane                                                                                     |
| –                                                                            | 7 stycznia 2018                                                              | Râșnov                                                                       | HS97                                                                         | –                                                                            | [ 7 ]                                                                        | odwołane                                                             | odwołane                                                                                     | odwołane                                                                                     |
| 6.                                                                           | 13 stycznia 2018                                                             | Sapporo                                                                      | HS100                                                                        | szczegóły                                                                    | –                                                                            | Maren Lundby                                                         | Katharina Althaus                                                                            | Sara Takanashi                                                                               |
| 7.                                                                           | 14 stycznia 2018                                                             | Sapporo                                                                      | HS100                                                                        | szczegóły                                                                    | –                                                                            | Maren Lundby                                                         | Sara Takanashi                                                                               | Katharina Althaus                                                                            |
| 8.                                                                           | 19 stycznia 2018                                                             | Zaō                                                                          | HS102                                                                        | szczegóły                                                                    | –                                                                            | Maren Lundby                                                         | Chiara Hölzl                                                                                 | Irina Awwakumowa                                                                             |
| 9.                                                                           | 20 stycznia 2018                                                             | Zaō                                                                          | HS102                                                                        | szczegóły                                                                    | druż.                                                                        | Japonia 1. Kaori Iwabuchi 2. Yūka Setō 3. Yūki Itō 4. Sara Takanashi | Słowenia 1. Urša Bogataj 2. Špela Rogelj 3. Ema Klinec 4. Nika Križnar                       | Rosja 1. Anastasija Barannikowa 2. Aleksandra Kustowa 3. Sofja Tichonowa 4. Irina Awwakumowa |
| 10.                                                                          | 21 stycznia 2018                                                             | Zaō                                                                          | HS102                                                                        | szczegóły                                                                    | –                                                                            | Maren Lundby                                                         | Yūki Itō                                                                                     | Sara Takanashi                                                                               |
| 11.                                                                          | 27 stycznia 2018                                                             | Ljubno                                                                       | HS94                                                                         | szczegóły                                                                    | –                                                                            | Maren Lundby                                                         | Katharina Althaus                                                                            | Sara Takanashi                                                                               |
| 12.                                                                          | 28 stycznia 2018                                                             | Ljubno                                                                       | HS94                                                                         | szczegóły                                                                    | –                                                                            | Daniela Iraschko-Stolz                                               | Maren Lundby                                                                                 | Katharina Althaus                                                                            |
| –                                                                            | 3 lutego 2018                                                                | Hinzenbach                                                                   | HS90                                                                         | –                                                                            | –                                                                            | odwołane                                                             | odwołane                                                                                     | odwołane                                                                                     |
| –                                                                            | 4 lutego 2018                                                                | Hinzenbach                                                                   | HS90                                                                         | –                                                                            | –                                                                            | odwołane                                                             | odwołane                                                                                     | odwołane                                                                                     |
|                                                                              |                                                                              |                                                                              |                                                                              |                                                                              |                                                                              |                                                                      |                                                                                              |                                                                                              |
| Zimowe Igrzyska Olimpijskie 2018 • Pjongczang, 9 – 25 lutego 2018            |                                                                              |                                                                              |                                                                              |                                                                              |                                                                              |                                                                      |                                                                                              |                                                                                              |
|                                                                              |                                                                              |                                                                              |                                                                              |                                                                              |                                                                              |                                                                      |                                                                                              |                                                                                              |
| 13.                                                                          | 3 marca 2018                                                                 | Râșnov                                                                       | HS97                                                                         | szczegóły                                                                    | [ 8 ] [ 9 ]                                                                  | Katharina Althaus                                                    | Maren Lundby                                                                                 | Carina Vogt                                                                                  |
| 14.                                                                          | 4 marca 2018                                                                 | Râșnov                                                                       | HS97                                                                         | szczegóły                                                                    | [ 8 ]                                                                        | Maren Lundby                                                         | Katharina Althaus                                                                            | Nika Križnar                                                                                 |
| 15.                                                                          | 11 marca 2018                                                                | Oslo                                                                         | HS134                                                                        | szczegóły                                                                    | –                                                                            | Maren Lundby                                                         | Daniela Iraschko-Stolz                                                                       | Yūki Itō                                                                                     |
| 16.                                                                          | 24 marca 2018                                                                | Oberstdorf                                                                   | HS106                                                                        | szczegóły                                                                    | –                                                                            | Sara Takanashi                                                       | Daniela Iraschko-Stolz                                                                       | Maren Lundby                                                                                 |
| 17.                                                                          | 25 marca 2018                                                                | Oberstdorf                                                                   | HS106                                                                        | szczegóły                                                                    | –                                                                            | Sara Takanashi                                                       | Daniela Iraschko-Stolz                                                                       | Maren Lundby                                                                                 |
| Puchar Świata kobiet w skokach narciarskich 2017/2018 – klasyfikacja końcowa | Puchar Świata kobiet w skokach narciarskich 2017/2018 – klasyfikacja końcowa | Puchar Świata kobiet w skokach narciarskich 2017/2018 – klasyfikacja końcowa | Puchar Świata kobiet w skokach narciarskich 2017/2018 – klasyfikacja końcowa | Puchar Świata kobiet w skokach narciarskich 2017/2018 – klasyfikacja końcowa | Puchar Świata kobiet w skokach narciarskich 2017/2018 – klasyfikacja końcowa | Maren Lundby                                                         | Katharina Althaus                                                                            | Sara Takanashi                                                                               |

Legenda:
| zawody indywidualne | zawody drużynowe | Lillehammer Triple |

## Skocznie
| LillehammerHinterzartenRâșnovHinzenbachLjubnoOsloOberstdorf Miejsca zawodów w Europie | SapporoZaō Miejsca zawodów w Azji |

W tabeli podano rekordy skoczni obowiązujące przed rozpoczęciem Pucharu Świata kobiet 2017/2018 lub ustanowione bądź wyrównane w trakcie jego trwania (wyróżnione wytłuszczeniem).
|       | Nazwa skoczni               | Miejscowość  | Punkt K | HS      | Rekord skoczni    | Rekord skoczni         | Rekord skoczni |
| ----- | --------------------------- | ------------ | ------- | ------- | ----------------- | ---------------------- | -------------- |
|       | Lysgårdsbakken              | Lillehammer  | K-90    | HS-98   | 104,5 m           | Ema Klinec             | 07.12.2013     |
| K-123 | Lysgårdsbakken              | Lillehammer  | HS-140  | 143,0 m | Sarah Hendrickson | 30.11.2012             |                |
|       | Adler-Skistadion            | Hinterzarten | K-95    | HS-108  | 109,5 m           | Sara Takanashi         | 12.01.2013     |
|       | Trambulina Valea Cărbunării | Râșnov       | K-90    | HS-97   | 102,0 m           | Maren Lundby           | 04.03.2018     |
|       | Miyanomori                  | Sapporo      | K-90    | HS-100  | 103,0 m           | Sara Takanashi         | 11.01.2014     |
|       | Yamagata                    | Zaō          | K-95    | HS-102  | 106,0 m           | Sara Takanashi         | 22.01.2016     |
|       | Logarska dolina             | Ljubno       | K-85    | HS-94   | 96,5 m            | Daniela Iraschko-Stolz | 12.02.2017     |
|       | Aigner-Schanze              | Hinzenbach   | K-85    | HS-90   | 98,0 m            | Sara Takanashi         | 07.02.2016     |
|       | Holmenkollbakken            | Oslo         | K-120   | HS-134  | 137,5 m           | Sara Takanashi         | 04.02.2016     |
|       | Erdinger-Arena              | Oberstdorf   | K-95    | HS-106  | 107,0 m           | Sara Takanashi         | 30.01.2016     |

## Statystyki indywidualne
| Zawodniczka | Lillehammer 01.12 | Lillehammer 02.12 | Lillehammer 03.12 | Hinterzarten 17.12 | Sapporo 13.01 | Sapporo 14.01 | Zaō 19.01 | Zaō 21.01 | Ljubno 27.01 | Ljubno 28.01 | Râșnov 3.03 | Râșnov 4.03 | Oslo 11.03 | Oberstdorf 24.03 | Oberstdorf 25.03 |
| Austria | Austria           | Austria           | Austria           | Austria            | Austria       | Austria       | Austria   | Austria   | Austria      | Austria      | Austria     | Austria     | Austria    | Austria          | Austria          |
| --- | ----------------- | ----------------- | ----------------- | ------------------ | ------------- | ------------- | --------- | --------- | ------------ | ------------ | ----------- | ----------- | ---------- | ---------------- | ---------------- |
| Lisa Eder | –                 | –                 | –                 | –                  | q             | q             | 36        | 43        | –            | –            | –           | –           | –          | 11               | 12               |
| Chiara Hölzl | 12                | 16                | 18                | 7                  | 7             | 6             | 2         | 12        | 7            | 10           | 11          | 18          | 8          | 16               | 14               |
| Daniela Iraschko-Stolz | –                 | –                 | –                 | –                  | –             | –             | –         | –         | 4            | 1            | 13          | 6           | 2          | 2                | 2                |
| Eva Pinkelnig | –                 | –                 | –                 | –                  | –             | –             | –         | –         | 36           | 33           | 35          | 22          | –          | 27               | 32               |
| Claudia Purker | q                 | 31                | –                 | 32                 | dsq           | 33            | 37        | 40        | –            | –            | –           | –           | –          | –                | –                |
| Elisabeth Raudaschl | q                 | q                 | –                 | q                  | –             | –             | –         | –         | –            | –            | –           | –           | –          | –                | –                |
| Jacqueline Seifriedsberger | 20                | 22                | 16                | 15                 | 13            | 11            | 16        | 14        | 16           | 13           | 27          | 10          | 10         | 13               | 18               |
| Chiny |                   |                   |                   |                    |               |               |           |           |              |              |             |             |            |                  |                  |
| Chang Xinyue | 27                | 26                | 23                | 30                 | 10            | 13            | 13        | 16        | –            | –            | –           | –           | –          | –                | –                |
| Li Xueyao | q                 | 38                | –                 | 34                 | 25            | 26            | 24        | 32        | 30           | 28           | –           | –           | –          | –                | –                |
| Czechy |                   |                   |                   |                    |               |               |           |           |              |              |             |             |            |                  |                  |
| Barbora Blažková | q                 | 40                | –                 | q                  | –             | –             | –         | –         | –            | –            | –           | –           | –          | –                | –                |
| Karolína Indráčková | –                 | –                 | –                 | q2                 | –             | –             | –         | –         | –            | –            | –           | –           | –          | –                | –                |
| Marta Křepelková | –                 | –                 | –                 | –                  | –             | –             | –         | –         | –            | –            | –           | –           | –          | q                | q                |
| Jana Mrákotová | q                 | q                 | –                 | q                  | –             | –             | –         | –         | –            | –            | –           | –           | –          | q                | 33               |
| Zdena Pešatová | q1                | q                 | –                 | q2                 | –             | –             | –         | –         | –            | –            | –           | –           | –          | –                | –                |
| Finlandia |                   |                   |                   |                    |               |               |           |           |              |              |             |             |            |                  |                  |
| Susanna Forsström | q                 | q                 | –                 | q                  | –             | –             | –         | –         | 40           | 35           | 37          | 40          | –          | –                | –                |
| Julia Kykkänen | 22                | 27                | 27                | 24                 | 24            | 19            | 18        | 26        | 22           | 31           | 15          | 29          | 21         | 33               | 29               |
| Julia Tervahartiala | –                 | –                 | –                 | –                  | –             | –             | –         | –         | q            | 38           | –           | –           | –          | –                | –                |
| Francja |                   |                   |                   |                    |               |               |           |           |              |              |             |             |            |                  |                  |
| Julia Clair | 19                | 30                | 29                | 18                 | q             | q             | q         | 35        | 26           | q1           | 20          | 21          | –          | q                | q                |
| Romane Dieu | dsq               | 36                | –                 | 34                 | –             | –             | –         | –         | –            | –            | 26          | 28          | –          | q                | 37               |
| Léa Lemare | 13                | 18                | 10                | 22                 | –             | –             | –         | –         | 23           | 25           | 29          | 26          | 25         | 35               | 39               |
| Coline Mattel | q                 | q                 | –                 | –                  | q             | q             | q         | 47        | –            | –            | –           | –           | –          | –                | –                |
| Lucile Morat | dsq               | 11                | 14                | 17                 | –             | –             | –         | –         | –            | –            | 18          | 31          | 19         | 40               | 26               |
| Joséphine Pagnier | –                 | –                 | –                 | q                  | –             | –             | –         | –         | –            | –            | –           | –           | –          | –                | –                |
| Océane Paillard | –                 | –                 | –                 | 38                 | –             | –             | –         | –         | –            | –            | –           | –           | –          | q                | q                |
| Japonia |                   |                   |                   |                    |               |               |           |           |              |              |             |             |            |                  |                  |
| Yūki Itō | 5                 | 3                 | 5                 | 5                  | 4             | 5             | 5         | 2         | 11           | 7            | 9           | 19          | 3          | 5                | 6                |
| Kaori Iwabuchi | 16                | 19                | 26                | 9                  | dsq           | 10            | 12        | 10        | 14           | 15           | 16          | 16          | 11         | 20               | 22               |
| Haruka Iwasa | –                 | –                 | –                 | –                  | 15            | 29            | 27        | 26        | –            | –            | 33          | 34          | –          | q                | 31               |
| Ayuka Kamoda | –                 | –                 | –                 | –                  | 36            | –             | q         | –         | –            | –            | –           | –           | –          | –                | –                |
| Yūka Kobayashi | –                 | –                 | –                 | –                  | 27            | q             | q         | –         | –            | –            | –           | –           | –          | –                | –                |
| Nozomi Maruyama | –                 | –                 | –                 | –                  | q             | –             | q         | –         | –            | –            | –           | –           | –          | –                | –                |
| Ren Mikase | –                 | –                 | –                 | –                  | q             | –             | q         | –         | –            | –            | –           | –           | –          | –                | –                |
| Shihori Ōi | –                 | –                 | –                 | –                  | q             | –             | q         | –         | –            | –            | –           | –           | –          | –                | –                |
| Fumika Segawa | –                 | –                 | –                 | –                  | q1            | –             | 39        | –         | –            | –            | –           | –           | –          | –                | –                |
| Yūka Setō | 15                | 13                | 19                | 20                 | 11            | 23            | 8         | 6         | 25           | 23           | 36          | 25          | 13         | 12               | 4                |
| Misaki Shigeno | –                 | –                 | –                 | –                  | 28            | –             | 21        | 23        | –            | –            | –           | –           | –          | –                | –                |
| Sara Takanashi | 4                 | 4                 | 3                 | 3                  | 3             | 2             | 4         | 3         | 3            | 4            | 7           | 4           | 4          | 1                | 1                |
| Kanada |                   |                   |                   |                    |               |               |           |           |              |              |             |             |            |                  |                  |
| Natasha Bodnarchuk | q                 | q                 | –                 | q                  | dsq           | 37            | 30        | 40        | –            | –            | –           | –           | –          | –                | –                |
| Natalie Eilers | q                 | q                 | –                 | q                  | q             | 28            | 40        | 48        | –            | –            | –           | –           | –          | –                | –                |
| Taylor Henrich | –                 | –                 | –                 | 37                 | 29            | 25            | q         | 45        | –            | –            | –           | –           | –          | –                | –                |
| Nicole Maurer | 34                | 37                | –                 | q                  | q             | 39            | q         | 38        | –            | –            | –           | –           | –          | –                | –                |
| Abigail Strate | 37                | q                 | –                 | q                  | 30            | 30            | 31        | 39        | –            | –            | –           | –           | –          | –                | –                |
| Atsuko Tanaka | q                 | 39                | –                 | q2                 | 33            | 35            | 29        | 33        | –            | –            | –           | –           | –          | –                | –                |
| Kazachstan |                   |                   |                   |                    |               |               |           |           |              |              |             |             |            |                  |                  |
| Walentina Sdierżykowa | q                 | q                 | –                 | –                  | –             | –             | –         | –         | q            | 36           | –           | –           | –          | –                | –                |
| Korea Południowa |                   |                   |                   |                    |               |               |           |           |              |              |             |             |            |                  |                  |
| Park Guy-lim | –                 | –                 | –                 | –                  | q             | 38            | q         | 49        | –            | –            | –           | –           | –          | –                | –                |
| Niemcy |                   |                   |                   |                    |               |               |           |           |              |              |             |             |            |                  |                  |
| Katharina Althaus | 2                 | 1                 | 1                 | 2                  | 2             | 3             | –         | –         | 2            | 3            | 1           | 2           | 6          | 8                | 7                |
| Gianina Ernst | 8                 | 14                | 28                | 16                 | 17            | 18            | 25        | 18        | 31           | 34           | 38          | 37          | 27         | 24               | 34               |
| Selina Freitag | –                 | –                 | –                 | q                  | –             | –             | –         | –         | –            | –            | –           | –           | –          | q                | –                |
| Luisa Görlich | –                 | –                 | –                 | 23                 | 20            | q             | 26        | 25        | 38           | 29           | –           | –           | –          | –                | –                |
| Ulrike Gräßler | –                 | –                 | –                 | q                  | –             | –             | q         | 30        | –            | –            | –           | –           | –          | 39               | –                |
| Pauline Heßler | –                 | –                 | –                 | –                  | –             | –             | –         | –         | –            | –            | –           | –           | –          | 38               | –                |
| Arantxa Lancho | –                 | –                 | –                 | –                  | –             | –             | –         | –         | –            | –            | –           | –           | –          | q                | –                |
| Agnes Reisch | –                 | –                 | –                 | q                  | –             | –             | –         | –         | –            | –            | –           | –           | –          | 25               | –                |
| Anna Rupprecht | 24                | 25                | –                 | q                  | –             | –             | 22        | 29        | –            | –            | 19          | 24          | –          | 23               | 24               |
| Juliane Seyfarth | 11                | 12                | 13                | 8                  | 14            | 16            | 34        | 7         | 10           | 8            | 5           | 8           | 20         | 21               | 10               |
| Ramona Straub | –                 | –                 | –                 | 4                  | 12            | 12            | 19        | 9         | 20           | 14           | 17          | 13          | 15         | 15               | 8                |
| Carina Vogt | 3                 | 7                 | 6                 | 6                  | 7             | 7             | –         | –         | 5            | 5            | 3           | 5           | 5          | 4                | 8                |
| Svenja Würth | 6                 | 5                 | 7                 | dns                | –             | –             | –         | –         | –            | –            | –           | –           | –          | –                | –                |
| Norwegia |                   |                   |                   |                    |               |               |           |           |              |              |             |             |            |                  |                  |
| Thea Sofie Kleven | q                 | q                 | –                 | q                  | –             | –             | –         | –         | –            | –            | –           | –           | –          | –                | –                |
| Maren Lundby | 1                 | 2                 | 2                 | 1                  | 1             | 1             | 1         | 1         | 1            | 2            | 2           | 1           | 1          | 3                | 3                |
| Anniken Mork | –                 | –                 | –                 | –                  | –             | –             | 38        | 42        | –            | –            | –           | –           | –          | –                | –                |
| Silje Opseth | 25                | 21                | 20                | 26                 | q1            | 17            | 17        | 20        | 18           | 17           | 14          | 20          | 16         | 18               | 23               |
| Anna Odine Strøm | 28                | 23                | 21                | 27                 | 16            | 15            | 15        | 19        | 21           | 24           | 12          | 11          | 7          | 7                | 16               |
| Polska |                   |                   |                   |                    |               |               |           |           |              |              |             |             |            |                  |                  |
| Kamila Karpiel | q                 | q                 | –                 | –                  | –             | –             | –         | –         | –            | –            | –           | –           | –          | –                | –                |
| Kinga Rajda | q                 | q                 | –                 | q                  | –             | –             | –         | –         | –            | –            | –           | –           | –          | q                | q                |
| Anna Twardosz | –                 | –                 | –                 | –                  | –             | –             | –         | –         | –            | –            | –           | –           | –          | q                | q                |
| Rosja |                   |                   |                   |                    |               |               |           |           |              |              |             |             |            |                  |                  |
| Irina Awwakumowa | 7                 | 6                 | 4                 | 12                 | 5             | 4             | 3         | 5         | 9            | 6            | 6           | 7           | 9          | 9                | 11               |
| Aleksandra Barancewa | 29                | 35                | –                 | –                  | –             | –             | –         | –         | 19           | 16           | 34          | 23          | –          | 34               | 28               |
| Anastasija Barannikowa | 38                | q                 | –                 | 25                 | 21            | 27            | 23        | 13        | 33           | 18           | 25          | 15          | 22         | 31               | 27               |
| Lidija Jakowlewa | –                 | –                 | –                 | –                  | –             | –             | –         | –         | –            | –            | –           | –           | –          | 31               | 35               |
| Ksienija Kabłukowa | q                 | q                 | –                 | 40                 | 34            | 36            | 33        | 21        | 29           | 30           | –           | –           | –          | –                | –                |
| Aleksandra Kustowa | 35                | 33                | –                 | 31                 | 35            | 20            | q         | 22        | 34           | 27           | 32          | 39          | –          | –                | –                |
| Sofja Tichonowa | 23                | 29                | 25                | 33                 | 18            | 14            | 20        | 17        | 28           | 21           | 21          | 27          | 18         | 30               | 21               |
| Rumunia |                   |                   |                   |                    |               |               |           |           |              |              |             |             |            |                  |                  |
| Daniela Haralambie | 20                | 24                | 24                | 29                 | 19            | 22            | 32        | 11        | q2           | –            | 30          | 33          | 24         | 35               | 30               |
| Carina Militaru | –                 | –                 | –                 | q                  | –             | –             | –         | –         | –            | –            | q           | q           | –          | –                | –                |
| Diana Trâmbițaș | –                 | –                 | –                 | q                  | –             | –             | –         | –         | –            | –            | q           | q           | –          | –                | –                |
| Słowenia |                   |                   |                   |                    |               |               |           |           |              |              |             |             |            |                  |                  |
| Urša Bogataj | 10                | 14                | 8                 | 11                 | 6             | 9             | 10        | 15        | 12           | 11           | 10          | 12          | 12         | 17               | 5                |
| Jerneja Brecl | –                 | –                 | –                 | –                  | –             | –             | –         | –         | 27           | q1           | 23          | 14          | –          | 10               | 20               |
| Ema Klinec | 26                | 20                | 11                | 10                 | q1            | 8             | 6         | 8         | 6            | 9            | 8           | 8           | 14         | 6                | 13               |
| Katra Komar | –                 | –                 | –                 | –                  | –             | –             | –         | –         | 37           | 39           | 31          | 32          | –          | 29               | 38               |
| Nika Križnar | 18                | 10                | 12                | 13                 | 22            | dsq           | 7         | 4         | 7            | 12           | 4           | 3           | 17         | 22               | 15               |
| Katja Markuta | –                 | –                 | –                 | –                  | –             | –             | –         | –         | q            | q            | –           | –           | –          | –                | –                |
| Pia Mazi | –                 | –                 | –                 | –                  | –             | –             | –         | –         | q            | q            | –           | –           | –          | –                | –                |
| Katja Požun | q                 | q                 | –                 | –                  | –             | –             | –         | –         | 35           | 40           | –           | –           | –          | –                | –                |
| Špela Rogelj | 9                 | 9                 | 17                | 19                 | 31            | 32            | 11        | 28        | 13           | 19           | –           | –           | –          | 14               | 17               |
| Kaja Urbanija Čož | –                 | –                 | –                 | –                  | –             | –             | –         | –         | q            | q            | –           | –           | –          | –                | –                |
| Maja Vtič | 32                | 28                | 22                | q                  | 26            | 34            | 28        | 31        | 24           | 32           | 24          | 35          | –          | –                | –                |
| Stany Zjednoczone |                   |                   |                   |                    |               |               |           |           |              |              |             |             |            |                  |                  |
| Annika Belshaw | –                 | –                 | –                 | –                  | –             | –             | –         | –         | 39           | q1           | –           | –           | –          | q                | 40               |
| Nita Englund | 30                | 34                | –                 | 39                 | q             | q             | q         | 37        | –            | –            | 39          | 38          | –          | 37               | q                |
| Tara Geraghty-Moats | q1                | q                 | –                 | q                  | 37            | q             | q         | 46        | –            | –            | –           | –           | –          | –                | –                |
| Sarah Hendrickson | q                 | q                 | –                 | q                  | q             | q             | 35        | 36        | –            | –            | –           | –           | –          | 26               | 36               |
| Anna Hoffmann | –                 | –                 | –                 | –                  | –             | –             | –         | –         | q            | q            | –           | –           | –          | –                | –                |
| Nina Lussi | 36                | q                 | –                 | 34                 | –             | –             | –         | –         | –            | –            | –           | –           | –          | –                | –                |
| Samantha Macuga | –                 | –                 | –                 | –                  | –             | –             | –         | –         | q            | q            | –           | –           | –          | –                | –                |
| Abby Ringquist | 33                | 32                | –                 | q                  | 23            | 31            | q         | 44        | –            | –            | –           | –           | –          | –                | –                |
| Logan Sankey | –                 | –                 | –                 | –                  | –             | –             | –         | –         | q            | 37           | –           | –           | –          | q                | q                |
| Węgry |                   |                   |                   |                    |               |               |           |           |              |              |             |             |            |                  |                  |
| Virág Vörös | q                 | q                 | –                 | –                  | –             | –             | –         | –         | q            | q            | q           | q           | –          | –                | –                |
| Włochy |                   |                   |                   |                    |               |               |           |           |              |              |             |             |            |                  |                  |
| Veronica Gianmoena | –                 | –                 | –                 | q                  | –             | –             | –         | –         | –            | –            | –           | –           | –          | q                | q                |
| Evelyn Insam | q                 | q                 | –                 | –                  | q             | q             | q         | 50        | –            | –            | –           | –           | –          | –                | –                |
| Lara Malsiner | 14                | 8                 | 9                 | 21                 | 9             | 21            | –         | –         | 17           | 22           | 21          | 17          | 26         | 28               | 19               |
| Manuela Malsiner | 17                | 17                | 15                | 14                 | –             | –             | 9         | 34        | 15           | 19           | 28          | 30          | 22         | 19               | 25               |
| Elena Runggaldier | 31                | q                 | –                 | 27                 | 32            | 24            | 14        | 24        | 32           | 26           | 40          | 36          | –          | –                | –                |
| 1-3 4-30 poniżej 30 q – Zawodniczka nie zakwalifikowała się do konkursu głównego. dns – Zawodniczka zakwalifikowana nie wystartowała w konkursie. dsq – Zawodniczka została zdyskwalifikowana w konkursie głównym. – – Zawodniczka niezgłoszona do konkursu. |                   |                   |                   |                    |               |               |           |           |              |              |             |             |            |                  |                  |
| 1 Dyskwalifikacja w kwalifikacjach. 2 Zawodniczka zgłoszona nie wystartowała w kwalifikacjach. |                   |                   |                   |                    |               |               |           |           |              |              |             |             |            |                  |                  |

## Konkursy drużynowe
| Zawodniczka                | Hinterzarten 16.12 | Zaō 20.01 |
| -------------------------- | ------------------ | --------- |
| Austria                    | 6                  | 6         |
| Lisa Eder                  | –                  | +         |
| Chiara Hölzl               | +                  | +         |
| Claudia Purker             | +                  | +         |
| Elisabeth Raudaschl        | +                  | –         |
| Jacqueline Seifriedsberger | +                  | +         |
| Francja                    | 3                  | –         |
| Julia Clair                | +                  | –         |
| Romane Dieu                | +                  | –         |
| Léa Lemare                 | +                  | –         |
| Lucile Morat               | +                  | –         |
| Japonia                    | 1                  | 1         |
| Yūki Itō                   | +                  | +         |
| Kaori Iwabuchi             | +                  | +         |
| Yūka Setō                  | +                  | +         |
| Sara Takanashi             | +                  | +         |
| Kanada                     | 10                 | 8         |
| Natasha Bodnarchuk         | +                  | +         |
| Natalie Eilers             | –                  | –         |
| Taylor Henrich             | +                  | +         |
| Nicole Maurer              | +                  | –         |
| Abigail Strate             | +                  | +         |
| Atsuko Tanaka              | –                  | +         |
| Niemcy                     | 4                  | 4         |
| Katharina Althaus          | +                  | –         |
| Gianina Ernst              | –                  | +         |
| Anna Rupprecht             | –                  | +         |
| Juliane Seyfarth           | +                  | +         |
| Ramona Straub              | –                  | +         |
| Carina Vogt                | +                  | –         |
| Svenja Würth               | +                  | –         |
| Norwegia                   | 7                  | 5         |
| Thea Sofie Kleven          | +                  | –         |
| Maren Lundby               | +                  | +         |
| Anniken Mork               | –                  | +         |
| Silje Opseth               | +                  | +         |
| Anna Odine Strøm           | +                  | +         |
| Rosja                      | 2                  | 3         |
| Irina Awwakumowa           | +                  | +         |
| Anastasija Barannikowa     | +                  | +         |
| Aleksandra Kustowa         | +                  | +         |
| Sofja Tichonowa            | +                  | +         |
| Rumunia                    | 11                 | –         |
| Daniela Haralambie         | +                  | –         |
| Carina Militaru            | +                  | –         |
| Bianca Ștefănuță           | +                  | –         |
| Diana Trâmbițaș            | +                  | –         |
| Słowenia                   | 5                  | 2         |
| Urša Bogataj               | +                  | +         |
| Ema Klinec                 | +                  | +         |
| Nika Križnar               | +                  | +         |
| Špela Rogelj               | +                  | +         |
| Stany Zjednoczone          | 8                  | 7         |
| Nita Englund               | +                  | +         |
| Tara Geraghty-Moats        | –                  | +         |
| Sarah Hendrickson          | +                  | +         |
| Nina Lussi                 | +                  | –         |
| Abby Ringquist             | +                  | +         |
| Włochy                     | 9                  | –         |
| Veronica Gianmoena         | +                  | –         |
| Lara Malsiner              | +                  | –         |
| Manuela Malsiner           | +                  | –         |
| Elena Runggaldier          | +                  | –         |

## Klasyfikacje

### Klasyfikacja generalna Pucharu Świata
stan po zakończeniu sezonu 2017/2018
| Miejsce | Zawodniczka                | Występy | Punkty | Strata |
| ------- | -------------------------- | ------- | ------ | ------ |
| 1.      | Maren Lundby               | 15      | 1340   | –      |
| 2.      | Katharina Althaus          | 13      | 928    | -412   |
| 3.      | Sara Takanashi             | 15      | 916    | -424   |
| 4.      | Yūki Itō                   | 15      | 661    | -679   |
| 5.      | Irina Awwakumowa           | 15      | 575    | -765   |
| 6.      | Carina Vogt                | 13      | 570    | -770   |
| 7.      | Daniela Iraschko-Stolz     | 7       | 450    | -890   |
| 8.      | Chiara Hölzl               | 15      | 428    | -912   |
| 9.      | Urša Bogataj               | 15      | 386    | -954   |
| 10.     | Nika Križnar               | 15      | 383    | -957   |
| 11.     | Ema Klinec                 | 14      | 381    | -959   |
| 12.     | Juliane Seyfarth           | 15      | 349    | -991   |
| 13.     | Yūka Setō                  | 15      | 275    | -1065  |
| 14.     | Ramona Straub              | 12      | 262    | -1078  |
| 15.     | Jacqueline Seifriedsberger | 15      | 252    | -1088  |
| 16.     | Kaori Iwabuchi             | 15      | 243    | -1097  |
| 17.     | Anna Odine Strøm           | 15      | 234    | -1106  |
| 18.     | Lara Malsiner              | 13      | 195    | -1145  |
| 19.     | Špela Rogelj               | 12      | 175    | -1165  |
| 20.     | Silje Opseth               | 14      | 163    | -1177  |
| 21.     | Manuela Malsiner           | 13      | 151    | -1189  |
| 22.     | Gianina Ernst              | 15      | 125    | -1215  |
| 23.     | Sofja Tichonowa            | 15      | 123    | -1217  |
| 24.     | Svenja Würth               | 3       | 121    | -1219  |
| 25.     | Julia Kykkänen             | 15      | 100    | -1240  |
| 26.     | Chang Xinyue               | 8       | 99     | -1241  |
| 27.     | Léa Lemare                 | 11      | 95     | -1245  |
| 27.     | Anastasija Barannikowa     | 12      | 95     | -1245  |
| 29.     | Lucile Morat               | 9       | 86     | -1254  |
| 30.     | Daniela Haralambie         | 12      | 81     | -1259  |
| 31.     | Jerneja Brecl              | 5       | 67     | -1273  |
| 32.     | Anna Rupprecht             | 8       | 58     | -1286  |
| 33.     | Julia Clair                | 8       | 54     | -1282  |
| 34.     | Lisa Eder                  | 4       | 46     | -1294  |
| 35.     | Elena Runggaldier          | 10      | 41     | -1299  |
| 36.     | Aleksandra Barancewa       | 8       | 40     | -1300  |
| 37.     | Maja Vtič                  | 11      | 34     | -1306  |
| 38.     | Luisa Görlich              | 6       | 32     | -1308  |
| 39.     | Haruka Iwasa               | 7       | 27     | -1313  |
| 40.     | Aleksandra Kustowa         | 10      | 24     | -1316  |
| 41.     | Li Xueyao                  | 8       | 22     | -1318  |
| 42.     | Misaki Shigeno             | 3       | 21     | -1319  |
| 43.     | Eva Pinkelnig              | 6       | 13     | -1327  |
| 43.     | Ksienija Kabłukowa         | 7       | 13     | -1327  |
| 45.     | Romane Dieu                | 2       | 8      | -1332  |
| 45.     | Taylor Henrich             | 4       | 8      | -1332  |
| 45.     | Abby Ringquist             | 5       | 8      | -1332  |
| 48.     | Agnes Reisch               | 1       | 6      | -1334  |
| 49.     | Sarah Hendrickson          | 3       | 5      | -1335  |
| 50.     | Yūka Kobayashi             | 1       | 4      | -1336  |
| 51.     | Natalie Eilers             | 3       | 3      | -1337  |
| 52.     | Abigail Strate             | 5       | 2      | -1338  |
| 52.     | Atsuko Tanaka              | 5       | 2      | -1338  |
| 52.     | Katra Komar                | 5       | 2      | -1338  |
| 55.     | Ulrike Gräßler             | 1       | 1      | -1339  |
| 55.     | Natasha Bodnarchuk         | 4       | 1      | -1339  |
| 55.     | Nita Englund               | 6       | 1      | -1339  |

### Klasyfikacja generalna Pucharu Narodów
stan po zakończeniu sezonu 2017/2018
| Miejsce | Reprezentacja     | Występy | Ind. | Druż. | Punkty | Strata |
| ------- | ----------------- | ------- | ---- | ----- | ------ | ------ |
| 1.      | Niemcy            | 17      | 2452 | 500   | 2952   | –      |
| 2.      | Japonia           | 17      | 2147 | 800   | 2947   | -5     |
| 3.      | Norwegia          | 17      | 1737 | 300   | 2037   | -915   |
| 4.      | Słowenia          | 17      | 1428 | 550   | 1978   | -974   |
| 5.      | Rosja             | 17      | 870  | 650   | 1520   | -1432  |
| 6.      | Austria           | 16      | 1189 | 300   | 1489   | -1463  |
| 7.      | Francja           | 12      | 243  | 300   | 543    | -2409  |
| 8.      | Włochy            | 15      | 387  | –     | 387    | -2565  |
| 9.      | Stany Zjednoczone | 9       | 14   | 150   | 164    | -2788  |
| 10.     | Chiny             | 10      | 121  | –     | 121    | -2831  |
| 11.     | Finlandia         | 15      | 100  | –     | 100    | -2852  |
| 12.     | Rumunia           | 11      | 81   | –     | 81     | -2871  |
| 13.     | Kanada            | 6       | 16   | 50    | 66     | -2886  |
| 14.     | Czechy            | 3       | 0    | –     | 0      | -2952  |
| 14.     | Kazachstan        | 1       | 0    | –     | 0      | -2952  |
| 14.     | Korea Południowa  | 1       | 0    | –     | 0      | -2952  |

### Klasyfikacja generalna Lillehammer Triple
Klasyfikacja końcowa turnieju
| Miejsce | Zawodniczka                | Występy | Punkty | Strata |
| ------- | -------------------------- | ------- | ------ | ------ |
| 1.      | Katharina Althaus          | 3       | 842,1  | –      |
| 2.      | Maren Lundby               | 3       | 823,1  | -19,0  |
| 3.      | Sara Takanashi             | 3       | 776,0  | -66,1  |
| 4.      | Yūki Itō                   | 3       | 744,7  | -97,4  |
| 5.      | Carina Vogt                | 3       | 731,8  | -110,3 |
| 6.      | Irina Awwakumowa           | 3       | 719,2  | -122,9 |
| 7.      | Svenja Würth               | 3       | 707,0  | -135,1 |
| 8.      | Lara Malsiner              | 3       | 670,4  | -171,7 |
| 9.      | Urša Bogataj               | 3       | 665,1  | -177,0 |
| 10.     | Juliane Seyfarth           | 3       | 660,8  | -181,3 |
| 11.     | Špela Rogelj               | 3       | 660,5  | -181,6 |
| 12.     | Nika Križnar               | 3       | 657,2  | -184,9 |
| 13.     | Léa Lemare                 | 3       | 655,3  | -186,8 |
| 14.     | Manuela Malsiner           | 3       | 647,2  | -194,9 |
| 15.     | Chiara Hölzl               | 3       | 637,4  | -204,7 |
| 16.     | Yūka Setō                  | 3       | 634,5  | -207,6 |
| 17.     | Jacqueline Seifriedsberger | 3       | 625,1  | -217,0 |
| 18.     | Ema Klinec                 | 3       | 623,4  | -218,7 |
| 19.     | Silje Opseth               | 3       | 596,8  | -245,3 |
| 20.     | Kaori Iwabuchi             | 3       | 594,9  | -247,2 |
| 21.     | Gianina Ernst              | 3       | 585,2  | -256,9 |
| 22.     | Daniela Haralambie         | 3       | 581,4  | -260,7 |
| 23.     | Anna Odine Strøm           | 3       | 580,2  | -261,9 |
| 24.     | Sofja Tichonowa            | 3       | 571,8  | -270,3 |
| 25.     | Chang Xinyue               | 3       | 571,2  | -270,9 |
| 26.     | Julia Kykkänen             | 3       | 568,3  | -273,8 |
| 27.     | Julia Clair                | 3       | 499,6  | -342,5 |
| 28.     | Maja Vtič                  | 3       | 473,0  | -369,1 |
| 29.     | Lucile Morat               | 3       | 435,0  | -407,1 |
| 30.     | Anna Rupprecht             | 2       | 406,2  | -435,9 |
| 31.     | Aleksandra Barancewa       | 2       | 275,1  | -567,0 |
| 32.     | Nita Englund               | 1       | 273,6  | -568,5 |
| 33.     | Abby Ringquist             | 2       | 186,3  | -655,8 |
| 34.     | Aleksandra Kustowa         | 2       | 179,5  | -662,6 |
| 35.     | Nicole Maurer              | 2       | 179,0  | -663,1 |
| 36.     | Claudia Purker             | 1       | 97,1   | -745,0 |
| 37.     | Elena Runggaldier          | 1       | 93,4   | -748,7 |
| 38.     | Romane Dieu                | 1       | 92,5   | -749,6 |
| 39.     | Li Xueyao                  | 1       | 87,9   | -754,2 |
| 40.     | Atsuko Tanaka              | 1       | 87,4   | -754,7 |
| 41.     | Barbora Blažková           | 1       | 83,2   | -758,9 |
| 42.     | Nina Lussi                 | 1       | 78,4   | -763,7 |
| 43.     | Abigail Strate             | 1       | 77,2   | -764,9 |
| 44.     | Anastasija Barannikowa     | 1       | 75,2   | -766,9 |

## Zwyciężczynie kwalifikacji do zawodów
| Nr  | Data kwalifikacji | Data konkursu    | Miejsce      | Zawodniczka            |
| --- | ----------------- | ---------------- | ------------ | ---------------------- |
| 1.  | 30 listopada 2017 | 1 grudnia 2017   | Lillehammer  | Maren Lundby           |
| 2.  | 2 grudnia 2017    | 2 grudnia 2017   | Lillehammer  | Maren Lundby           |
| 3.  | 15 grudnia 2017   | 17 grudnia 2017  | Hinterzarten | Katharina Althaus      |
| 4.  | 12 stycznia 2018  | 13 stycznia 2018 | Sapporo      | Sara Takanashi         |
| 5.  | 14 stycznia 2018  | 14 stycznia 2018 | Sapporo      | Sara Takanashi         |
| 6.  | 19 stycznia 2018  | 19 stycznia 2018 | Zaō          | Maren Lundby           |
| 7.  | 21 stycznia 2018  | 21 stycznia 2018 | Zaō          | odwołane               |
| 8.  | 26 stycznia 2018  | 27 stycznia 2018 | Ljubno       | Katharina Althaus      |
| 9.  | 28 stycznia 2018  | 28 stycznia 2018 | Ljubno       | Katharina Althaus      |
| 10. | 2 marca 2018      | 3 marca 2018     | Râșnov       | Maren Lundby           |
| 11. | 4 marca 2018      | 4 marca 2018     | Râșnov       | Katharina Althaus      |
| 12. | 23 marca 2018     | 24 marca 2018    | Oberstdorf   | Maren Lundby           |
| 13. | 25 marca 2018     | 25 marca 2018    | Oberstdorf   | Daniela Iraschko-Stolz |

## Liderki klasyfikacji generalnej Pucharu Świata
Pozycja liderki Pucharu Świata należy do zawodniczki, która w dotychczas rozegranych zawodach zgromadziła najwięcej punktów do klasyfikacji generalnej cyklu. W przypadku równej liczby punktów, liderką Pucharu Świata jest ta zawodniczka, która ma na swoim koncie więcej wygranych konkursów. W konkursie indywidualnym inaugurującym nowy sezon żółty plastron, przeznaczony dla lidera, nosiła Sara Takanashi – zwyciężczyni poprzedniej edycji PŚ.
| Nr | Zawodniczka       | Data objęcia pozycji lidera | Miejscowość               | Data utraty pozycji lidera | Miejscowość              | Liczba konkursów         |
| -- | ----------------- | --------------------------- | ------------------------- | -------------------------- | ------------------------ | ------------------------ |
| 1. | Sara Takanashi    | Triumfatorka PŚ 2016/2017   | Triumfatorka PŚ 2016/2017 | 1 grudnia 2017             | Lillehammer              | 1                        |
| 2. | Maren Lundby      | 1 grudnia 2017              | Lillehammer               | 3 grudnia 2017             | Lillehammer              | 2                        |
| 3. | Katharina Althaus | 2 grudnia 2017              | Lillehammer               | 13 stycznia 2018           | Sapporo                  | 2                        |
| 4. | Maren Lundby      | 17 grudnia 2017             | Hinterzarten              | Zdobywczyni PŚ 2017/2018   | Zdobywczyni PŚ 2017/2018 | Zdobywczyni PŚ 2017/2018 |

## Liderki klasyfikacji generalnej Pucharu Narodów
Pozycja lidera Pucharu Narodów należy do kraju, który w dotychczas rozegranych zawodach zgromadził najwięcej punktów do klasyfikacji generalnej cyklu.
| Nr | Państwo | Data objęcia pozycji lidera | Miasto                | Data utraty pozycji lidera         | Miasto                             | Liczba konkursów                   |
| -- | ------- | --------------------------- | --------------------- | ---------------------------------- | ---------------------------------- | ---------------------------------- |
| 1. | Japonia | Triumfator PN 2016/17       | Triumfator PN 2016/17 | 1 grudnia 2017                     | Lillehammer                        | 1                                  |
| 2. | Niemcy  | 1 grudnia 2017              | Lillehammer           | 20 stycznia 2018                   | Zaō                                | 8                                  |
| 3. | Japonia | 20 stycznia 2018            | Zaō                   | 3 marca 2018                       | Râșnov                             | 4                                  |
| 4. | Niemcy  | 3 marca 2018                | Râșnov                | Zdobywcy Pucharu Narodów 2017/2018 | Zdobywcy Pucharu Narodów 2017/2018 | Zdobywcy Pucharu Narodów 2017/2018 |